# Линда, Янис Игоревич
Янис Игоревич Линда (1 марта 1994, Набережные Челны, Татарстан, Россия) — российский футболист, защитник клуба «Крымтеплица».

## Карьера
Воспитанник челнинского КАМАЗа. Выступал за молодёжную команду московского «Локомотива». Начинал профессиональную карьеру в лискинском «Локомотиве». Некоторое время находился в системе тульского «Арсенала», но выступал только за его фарм-команды. С 2018 по 2020 годы Линда играл в чемпионате Крыма.
1 октября 2020 года заключил контракт с коллективом белорусской высшей лиги «Городея». Дебютировал 17 октября в гостевом матче против «Немана» (1:0).